# 唐人街探偵 THE BEGINNING
『唐人街探偵 THE BEGINNING』（原題: 唐人街探案）は、2015年の中国のコメディミステリ映画である。別邦題は『僕はチャイナタウンの名探偵』。続編の『唐人街探偵 NEW YORK MISSION』は2018年、『唐人街探偵 東京MISSION』は2021年に中国で公開され、いずれも中国語圏で記録的なヒット作となっている。
日本では2016東京・中国映画週間で『僕はチャイナタウンの名探偵』の邦題で上映されたが、劇場公開やソフト化はされず、Amazonprimeなどで配信のみされている。

## あらすじ
中国の警察学校の試験に不合格となったチン・フォン（リウ・ハオラン）は浪人期間にタイへ旅行し、首都・バンコクの中華街で探偵業を営む叔父のタン・レン（ワン・バオチャン）に会うことになった。しかしタン・レンは、実は「探偵」とは名ばかりの何でも屋。バンコク警察の刑事コン・タイ（シャオ・ヤン）の下請けとして雑用を請け負ったり、賭け麻雀でお金を失ったりする自堕落で大ボラ吹きのタン・レンの姿を見て、警察官や探偵に憧れていたチン・フォンは失望する。
その頃、バンコクの中華街でタン・レンと付き合いのあった職人のソンパットが殺害され、大量の金塊が盗まれる事件が発生した。バンコク警察の刑事ファン（チェン・フー）は、状況証拠からタン・レンを一方的に犯人と断定。チン・フォンはタン・レンとともにバンコク警察から指名手配されてしまうが、濡れ衣を晴らすべく2人で探偵コンビを組んで、バンコク各地でドタバタの騒動を起こしながら難題に立ち向かっていく。 

## キャスト
- タン・レン（唐仁）[注釈 2]：ワン・バオチャン（王宝強）
本作の主人公。バンコク中華街で探偵業を営んでいると自称するものの、その実態は…。自堕落で大ボラ吹きな性格が特徴。その一方で身長は低いが身のこなしが早く、危険な反則攻撃[注釈 3]も交えてやたらとケンカに強い[注釈 4][注釈 5]。また、風水に関する知識を持つ。
- チン・フォン（秦風）[注釈 1]：リウ・ハオラン（劉昊然）
本作のもうひとりの主人公。警察官採用試験には落とされたが、驚異的な記憶力と分析力を持っており、探偵として高い能力を発揮する。ただし、若干滑舌が悪く、しばしば言葉がつっかえる。
- アーシャン（阿香）：トン・リーヤー（佟麗婭）
タン・レンが住むアパートの女性大家で、本作のマドンナ。バンコク中華街一の美女。
- コン・タイ（坤泰）：シャオ・ヤン（肖央）
バンコク警察・中華街警察署の刑事で、タン・レンを情報提供者として使っている。別名「草包（日本語訳：役立たず）」。
- ファン・ラントゥン（黄蘭登）：チェン・フー（中国語版）（陳赫）
バンコク警察・中華街警察署の刑事で、コン・タイのライバル。強引な捜査をする悪癖があり、事あるごとにコン・タイと対立する。別名「瘋狗（日本語訳：狂犬）」。
- トニー（托尼）：マーク・マー（中国語版）（馬浴柯）
ファンの部下の覆面捜査官。上司のファン同様、強引な捜査をする悪癖があり、アーシャンを拳銃で狙撃してしまう。
- ヤン先生（閆先生）：チン・シーチェ（中国語版）（金士傑）
バンコク中華街のドン。盗まれた金塊はヤンのものであった。
- ベイ・クー（北哥）[注釈 6]：シャオ・シェンヤン（小沈陽）
中国東北地方出身で、3人組強盗団のリーダー。メガネをかけている。
- ユエナン・ツァイ（越南仔）[注釈 7]：チャオ・インジュン（中国語版）（趙英俊）
3人組強盗団のメンバーで、アフロヘア。
- チン・ガン（金剛）[注釈 8]：サン・ピン（中国語版）（桑平）
3人組強盗団のメンバーで、屈強な体を持つ。
- スノー（思諾）[注釈 9]：チャン・ズーフォン（張子楓）
今回の事件のキーパーソンとなる、謎の美少女。
- リー（李）：パン・ユエミン（中国語版）（潘粤明）
自動車解体工場の工員で、スノーの養父。
- チン・フォンの父親：チャン・グオチャン (中国の俳優)（中国語版）（張国強）[注釈 10]（百度百科へのリンク（簡体字中国語））
チン・フォンの父親。冤罪で中国の警察に逮捕され、投獄されている。
- ラメス・サンタム: エカパン・ブンルエリット
- チャーリー ・イムマーク: チャーリー ・イムマーク

- 中国警察学校の男性面接官：ドン・チェンペン（中国語版）（董成鵬、別名：大鵬）[注釈 11]（百度百科へのリンク（簡体字中国語））
- 中国警察学校の女性面接官：チェン・ジーシー（中国語版）（陳祉希）（百度百科へのリンク（簡体字中国語））
チン・フォンが中国の警察学校を受験したときの面接官。3作目でも登場する。

## 音楽
| #  | タイトル                                         | 作詞   | 作曲   | 歌             |
| -- | ------------------------------------------------ | ------ | ------ | -------------- |
| 1. | 「唐人街」(主題歌)                               | 趙英俊 | 趙英俊 | 李宇春         |
| 2. | 「薩瓦迪卡（サワディカー）」(エンディングテーマ) | 趙辰龍 | 汀洋   | 南征北戦NZBZ   |
| 3. | 「往事只能回味」(劇中歌)                         | 林煌坤 | 劉家昌 | 陳思誠・王宝強 |

## 興行収入
中国本土における本作の興行収入は、8億2,300万人民元であった。

## その他
- 本作は日本の推理小説などもある程度参考にしていると見られ、チン・フォンのセリフに日本の推理作家である歌野晶午や青崎有吾の名前が出てくる。また、エンディングテーマ「薩瓦迪卡（サワディカー）」（歌：南征北戦NZBZ（中国語版））の歌詞には「名探偵コナンでも解決できない問題を突破しよう（中国語原語：攻破那些连柯南小盆友 也不可能攻破的题）」という部分が存在する。
- 映画の最後で次回の目的地が明らかにされ、エンドロールで出演者全員がフラッシュモブを踊るスタイルは、次作以降も踏襲されている。
- 本作で個性的な悪役「越南仔」を演じ、主題歌「唐人街」の作詞・作曲も手がけたチャオ・インジュン（趙英俊）は、2021年2月に肝臓がんのため43歳の若さで逝去した。